# 인라이브
인라이브는 1999년 말부터 서비스 중인 국내에서 가장 오래된 인터넷 개인방송 사이트다.  아프리카 TV나 유튜브 등의 영상 스트리밍 방송과 달리 오디오 형식의 인터넷 라디오 서비스이다.
회원들은 회원가입 시 부여된 방송국의 서버주소를 사용하여 주로 Winamp로 방송을 하고  MP3 파일로 음악을 전송하는 인터넷 음악방송이다.
방송하는 사람들을 CJ(Cyber Jockey 의 약자)라고 부른다.
방송을 하며 청취자들과 채팅을 하고 청취자들은 디지털 상품을 구매하여 CJ에게 선물을 보내며 CJ는 그 선물을 현금으로 환전할 수 있다.
많은 인터넷 개인방송 서비스들의 프로토타입 모델로 볼 수 있다.
- 공식 홈페이지